# Dlusztus András
Dlusztus András (Szeged, 1988. július 22. –) magyar labdarúgó (hátvéd). Dlusztus Imre sportvezető fia.

## Pályafutása
A sajtó a dorogiak Facebook-oldalára hivatkozva közölte, hogy 2019 januárjában Dlusztus András közös megegyezéssel szerződést bontott a labdarúgó NB II-ben szereplő Vác FC-vel, és a szintén másodosztályú Dorogi FC-ben folytatja pályafutását.